# Nicolò Grimaldi
Nicolò Francesco Leonardo Grimaldi, noto come il Cavalier Nicolino, Nicolino, o Nicolini (Napoli, battezzato il 5 aprile 1673 – Napoli, 1º gennaio 1732), è stato un cantante castrato italiano.

## Biografia
Nicolino fece il suo debutto a Napoli nel 1685 con La Stellidaura vendicata di Francesco Provenzale, suo maestro. Dal 1690, sempre a Napoli, cantò come soprano anche nella cattedrale e nella cappella reale (i libretti degli anni Novanta del XVII secolo lo qualificano come virtuoso).
Tra il 1697 e il 1731 cantò in molte città italiane le opere di Carlo Francesco Pollarolo, Giovanni Bononcini (Muzio Scevola) e Antonio Maria Bononcini, Mancia, Mancini (in Gl’amanti generosi, 1705), Lotti, Leo, Porpora, Vinci, Ariosti, Riccardo Broschi e altri, nonché l'adattamento di Leo del Rinaldo di Handel (1718). Cantò ancora in Italia altre opere di Antonio Pollarolo, Gasparini (1706), Caldara, Albinoni, Leo (ruolo del titolo in Catone in Utica, 1729), Orlandini, Vinci, Porpora, Hasse etc. Su più di un centinaio di rappresentazioni cui prese parte, 36 andarono in scena a Napoli, 34 a Venezia e 15 a Londra.
Nicolino si recò per la prima volta a Londra nel 1708, dove la sua voce e la sua perfetta recitazione furono determinanti per il successo dell'opera italiana, e in particolare dell'opera seria, e per l'affermazione del compositore sassone Georg Friedrich Händel, nelle prime opere del quale Nicolino cantò da protagonista. Nel 1711 interpretò il ruolo principale nel Rinaldo di Händel: il successo di quest'opera fu fondamentale per il proseguimento della lunga e fortunata carriera di Händel in Inghilterra. Nicolino fu anche Amadigi nell'opera omonima di Händel nel 1715 e si esibì inoltre in vari pasticci, fino al 1717.
Charles Burney descrisse Nicolino come «un grande cantante, e un ancor più grande attore», e Joseph Addison disse: «il più grande interprete vivente di musica per le scene, o forse che sia mai apparso sul palcoscenico. I due ruoli che Händel scrisse per lui richiedono un'eccezionale agilità vocale e controllo del fiato».
Nella stagione del Carnevale del 1725 cantò a Venezia al Teatro San Cassiano nel dramma per musica Didone Abbandonata, libretto di Pietro Metastasio e musica di Tomaso Albinoni. Al suo fianco cantarono Marianna Benti Bulgarelli, chiamata La Romanina e Domenico Gizzi, Virtuoso della Real Cappella di Napoli. 
Tra il 1727 e il 1730 cantò in Italia con Farinelli.
Non si ritirò mai dalle scene, ma nel 1731 fu scritturato a Napoli per la rappresentazione della prima opera di Giovanni Battista Pergolesi, Salustia, quando improvvisamente si ammalò, e morì nel corso delle prove.